# Neochoroterpes kossi
Neochoroterpes kossi är en dagsländeart som först beskrevs av Allen 1974.  Neochoroterpes kossi ingår i släktet Neochoroterpes och familjen starrdagsländor. Inga underarter finns listade i Catalogue of Life.